# Planá nad Lužnicí
Pour les articles homonymes, voir Planá.
Planá nad Lužnicí (en allemand : Plan an der Lainsitz) est une ville du district de Tábor, dans la région de Bohême-du-Sud, en Tchéquie. Sa population s'élevait à 4 556 habitants en 2024.

## Géographie
Planá nad Lužnicí est arrosée par la rivière Lužnice, un affluent de la Vltava, et se trouve à 7 km au sud-sud-est du centre de Tábor, à 46 km au nord-nord-est de České Budějovice et à 83 km au sud-sud-est de Prague.
La commune est limitée par Tábor et Sezimovo Ústí au nord, par Turovec à l'est, par Košice et Skalice au sud, et par Ústrašice, Zhoř u Tábora et Radimovice u Želče à l'ouest.

## Histoire
La première mention écrite de la localité date de 1288.

## Galerie

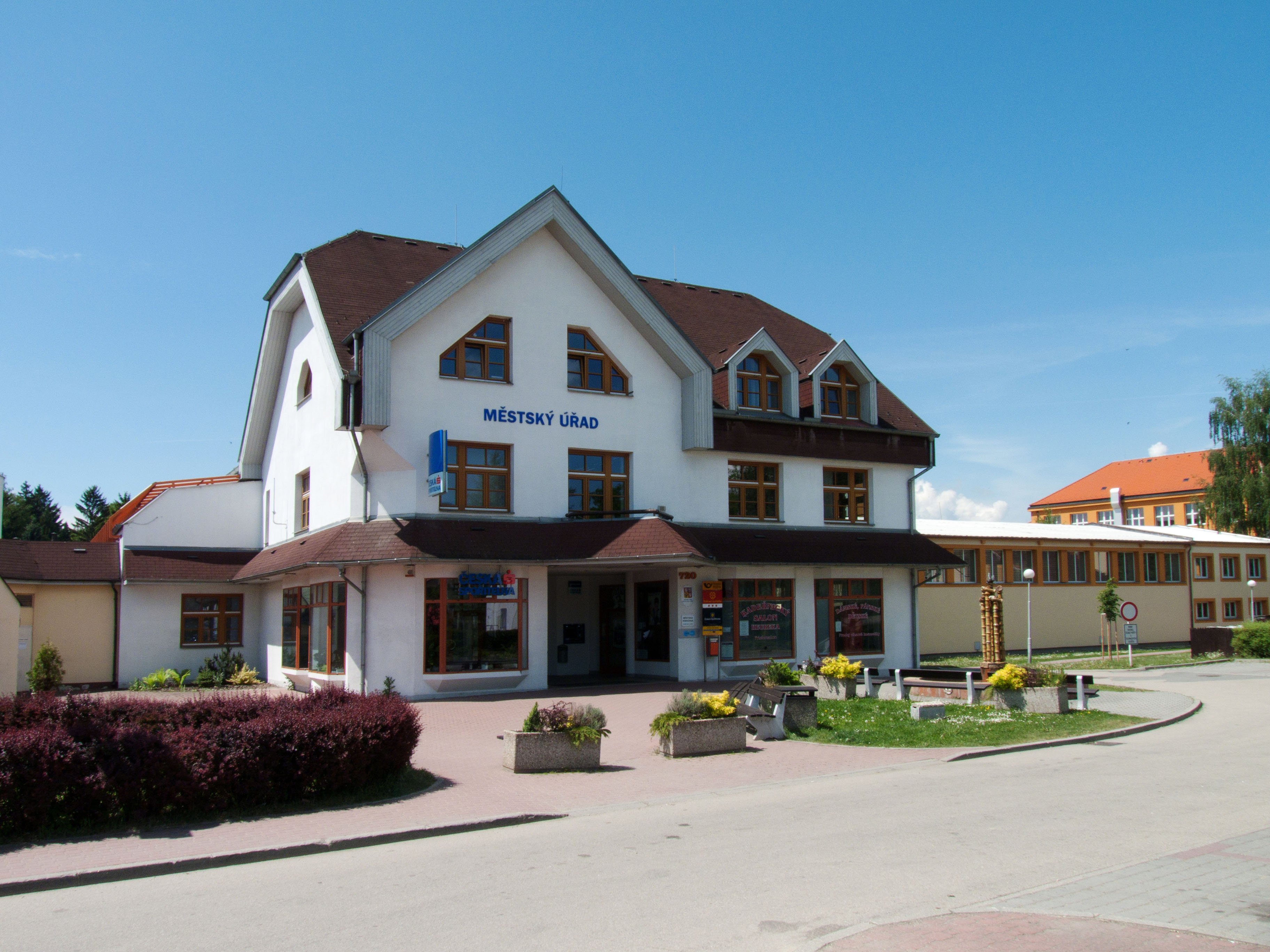
L'hôtel de ville.
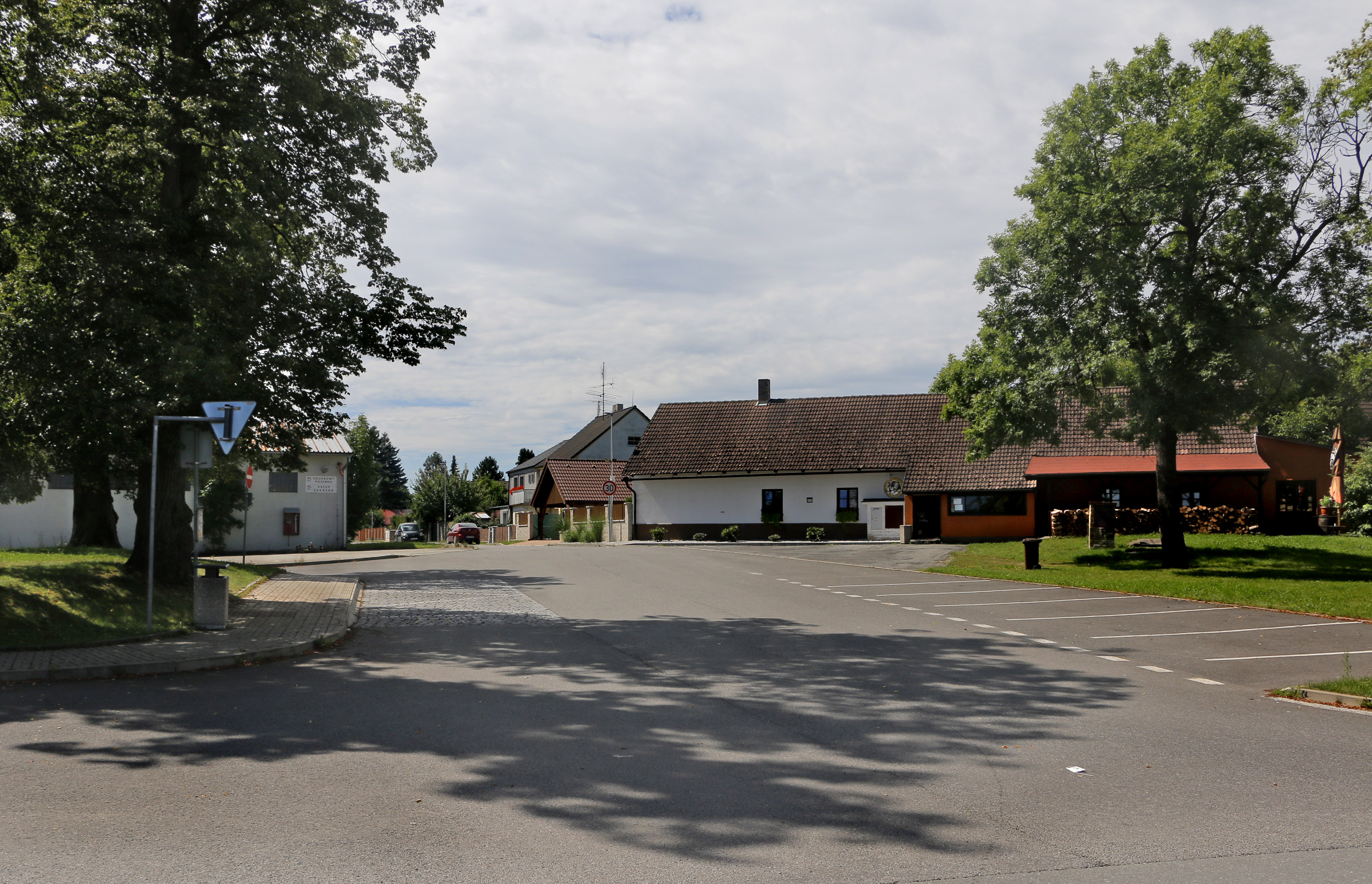
Rue Bydžovská.

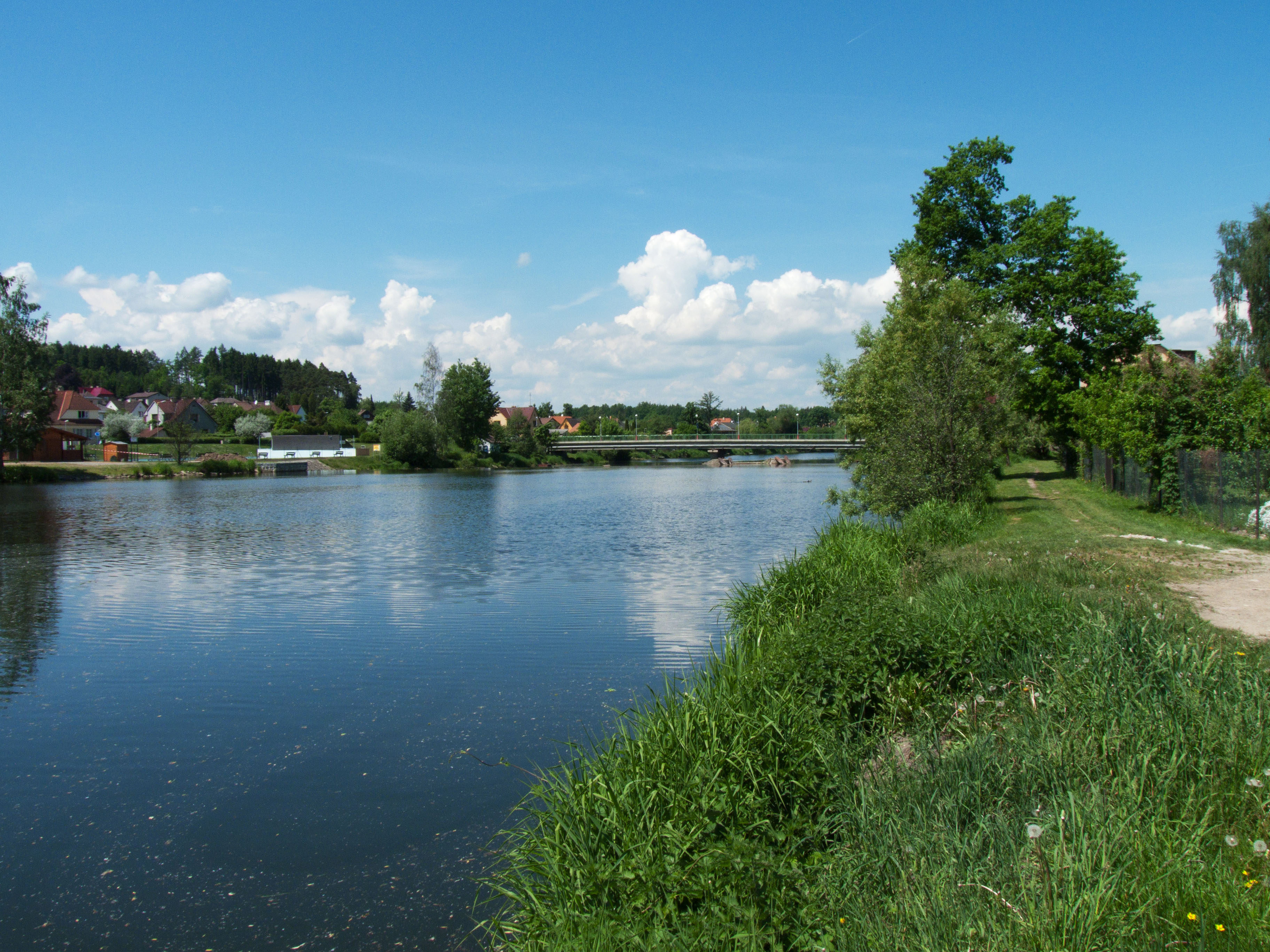
Rivière Lužnice.
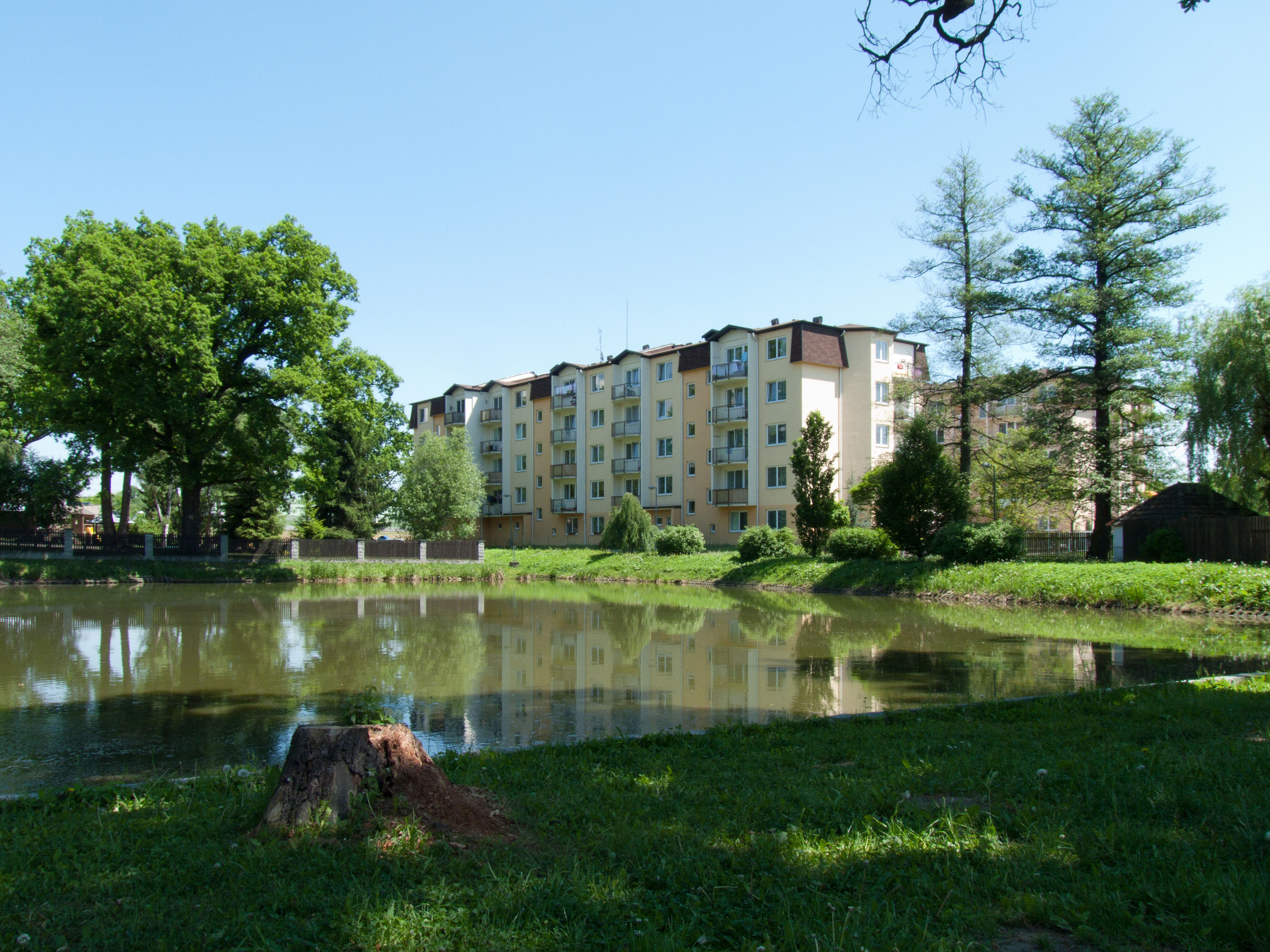
Immeubles près de l'étang Farský.

## Transports
Par la route, Planá nad Lužnicí se trouve à 9 km de Tábor, à 52 km de České Budějovice et à 102 km de Prague.

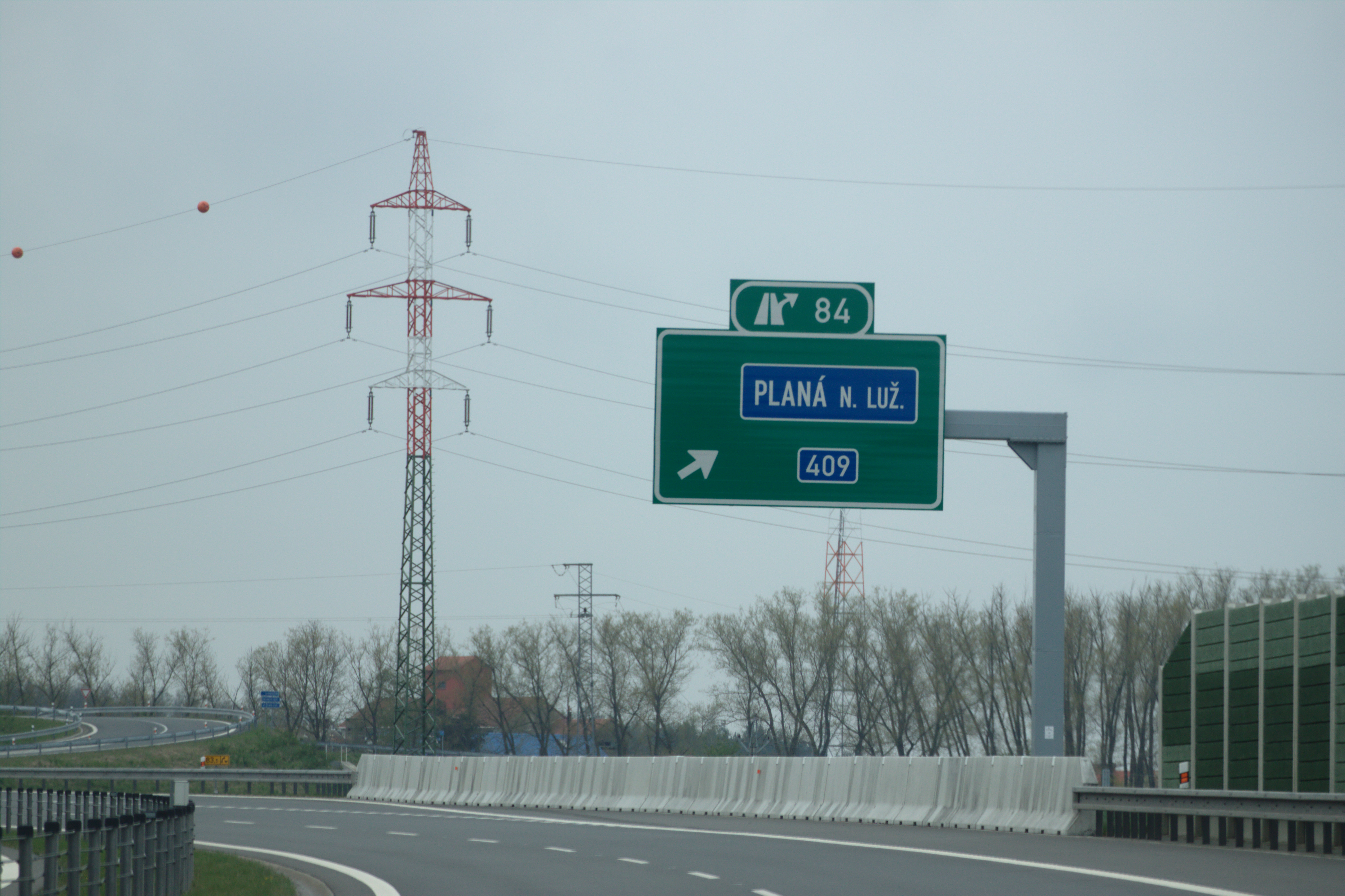
Autoroute D3 : sortie no 84.